# مونتيفيديو

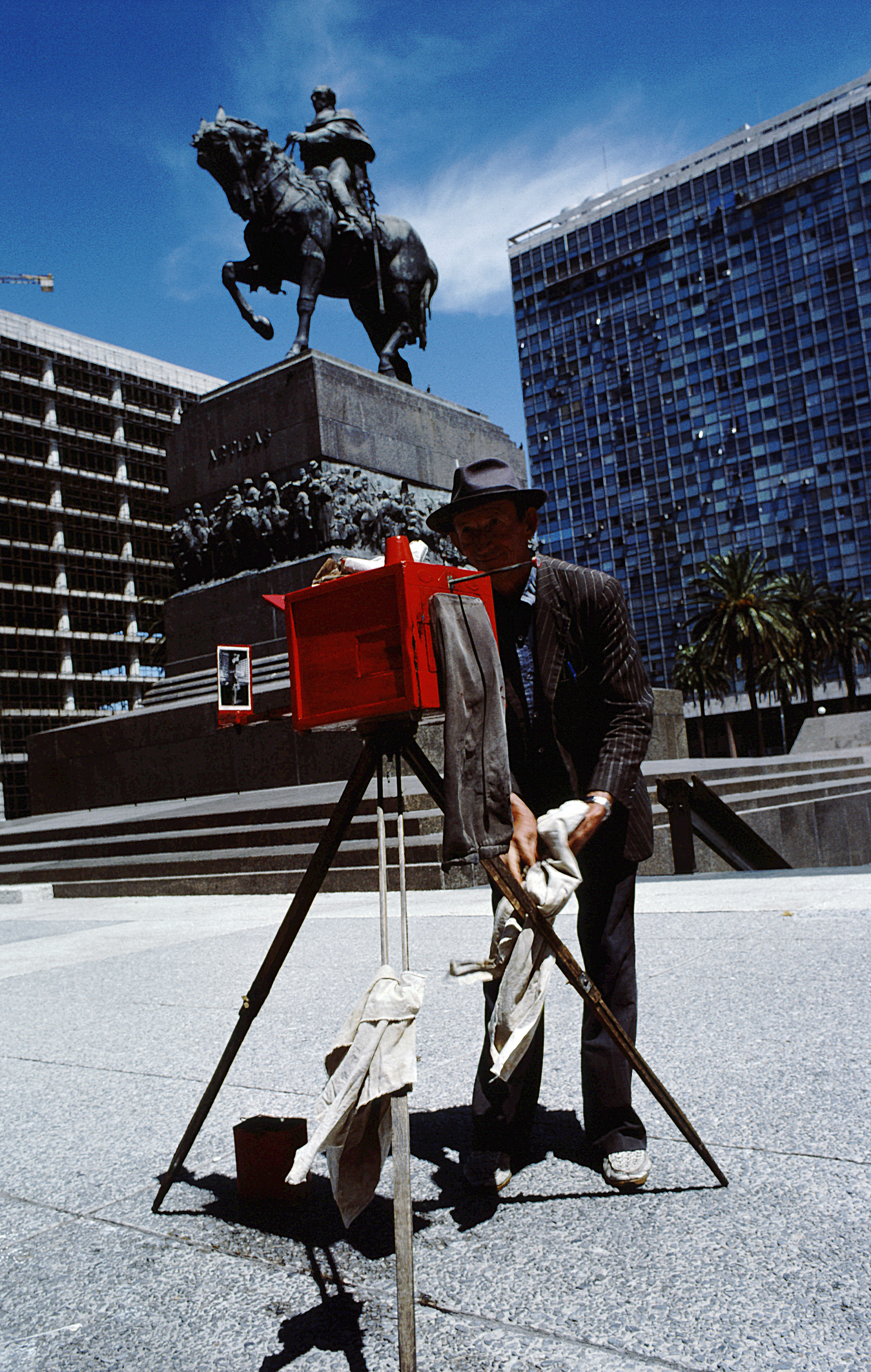
ميدان الاستقلال بمدينة مونتيفيديو

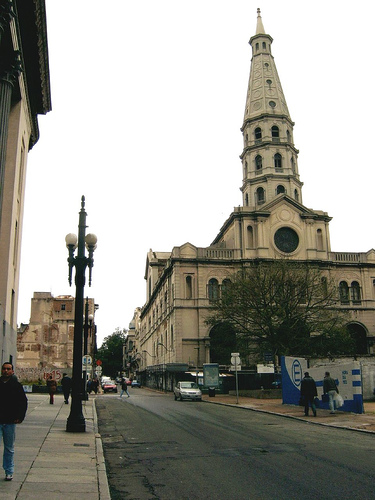
المدينة القديمة، وتظهر الكاتدرائية في الخلفية

مونتفيدو أو مونتيفيديو (بالإسبانية: Montevideo) ومعناها جبل الرؤية، هي عاصمة الأوروغواي وأكبر مدنها. بلغ عدد سكانها 1,319,108 نسمة عام 2011 (حوالي ثلث سكان الدولة)، وهي بذلك المدينة الوحيدة في أوروغواي التي يتخطى عدد سكانها المليون نسمة.

## الجغرافيا
تقع مدينة مونتفيدو في جنوب البلاد، على دائرة عرض 34.5 جنوباً وخط طول 56 غرباً.
أهم شوارع المدينة هو شارع 18 يوليو، الذي يمتد من ميدان الاستقلال (بالإسبانية )Plaza Independencia (الذي يصل ما بين الجزء القديم من المدينة (المسمى بالإسبانية Ciudad Vieja) وباقي المدينة) إلى الحد الفاصل بين منطقتي كوردون Cordón وباركه باتله Parque Batlle

## التاريخ

### التاريخ المبكر
تأسست مدينة مونتفيدو سنة 1726، وكان الهدف الأساسي من تأسيسها هو الدفاع عن مقاطعة «بيررييناتو دل ريو دي لابلاتا» (بالإسبانية Virreinato del Río de la Plata) الشرقية ضد الغزوات البرتغالية. وبعد سنوات قليلة من إنشائها، أصبحت مونتفيدو أهم مدن المنطقة التي تقع شمال نهر لابلاتا وشرق نهر الأوروغواي، وصارت تنافس بوينس آيرس كمركز مهم للتجارة البحرية.
وفي عام 1776 جعل الإسبان من مدينة مونتفيدو قاعدتهم البحرية الرئيسية في منطقة جنوب المحيط الأطلنطي وكانت تتحكم في سواحل الأرجنتين وفرناندو بو وجزر فوكلاند.
وفي فترات مختلفة من تاريخهما، كان لمدينتي مونتفيدو وبوينس آيرس دور كبير في مقاومة أساطيل وجيوش القوى الأوروبية المناوئة، وفي سنة 1811 قامت القوات التي نشرتها اللجنة العليا لمدينة بوينس آيرس والقوات التي يقودها خوزيه أرتيغاس (بالإسبانية José Artigas) بمحاصرة مدينة مونتفيدو لرفضها الانصياع للسلطة الجديدة التي أتت بها ثورة مايو. وقد رفع الحصار عن المدينة في نهاية العام نفسه، بعد أن تدهور الموقف العسكري في منطقة بيرو العليا. كما وقعت المدينة ـ لفترة وجيزة ـ تحت الاحتلال البريطاني سنة 1807، وحاصرتها عدة مرات قوات الحزب الوطني الأوروجواني بقيادة مانويل أوريبي (بالإسبانية Manuel Oribe)، وقوات الديكتاتور الأرجنتيني خوان مانويل دي روساس (بالإسبانية Juan Manuel de Rosas) بين عامي 1838 و1851. وفي الفترة ما بين عامي 1878 و1911 قامت شركات السكك الحديدية البريطانية ببناء شبكة خطوط حديدية واسعة ربطت بين المدينة ومينائها وبين المناطق المحيطة بهما.

### القرن العشرون
في أثناء الحرب العالمية الثانية، وقعت حادثة شهيرة للبارجة الألمانية أدميرال جراف شبي (بالألمانية Admiral Graf Spee) في منطقة بونتا ديل إيستي (الرأس الشرقي، بالإسبانية Punta del Este) التي تبعد عن مونتفيدو حوالي 200 كيلومتر؛ فبعد معركة نهر لابلاتا مع البحرية الملكية البريطانية والبحرية الملكية النيوزيلندية (التي دارت في 13 ديسمبر 1939) انسحبت «غراف شبي» إلى ميناء مونتفيدو، الذي كان يعتبر محايداً آنذاك. وقد قام الكابتن هانس لانغسدورف، وهو قائد البارجة، بإغراق بارجته تجنباً لتعريض طاقمه لمعركة خاسرة ثم أقدم على الانتحار بعد يومين من ذلك.

## ضواحي وتوابع مونتيفيديو
1. المدينة القديمة
2. وسط المدينة
3. الحي الجنوبي
4. أجوادا
5. بيلا مونوث
6. باليرمو
7. باركه رودو
8. تريس كروثيس (الصلبان الثلاثة)
9. لا كوميرثيال
10. لبارانياجا
11. لا بلاكيادا
12. باركه باتله، بيللا دولوريس
13. بوثيتوس
14. بونتا كاريتاس
15. أونيون
16. بوثيو
17. مالبين
18. مالبين نورتي (مالبين الشمالية)
19. باركه جواراني، لاس كانتيراس
20. بونتا جوردا
21. كاراسكو
22. كاراسكو الشمالية
23. بانيادوس دي كاراسكو
24. فلور دي مارونياس
25. مارونياس
26. بيللا إسبانيولا
27. إيتوثينجو
28. بيريث كاستيللانوس
29. ميركادو موديلو (السوق النموذجي)، بوليفار
30. براثو أورينتال (الذراع الشرقي)
31. خاثينتو بيرا، لا فيجوريتا
32. ريدوكتو
33. كابورو، بيللا بيستا
34. برادو (الروضة)
35. أتاهوالبا
36. بينيارول
37. بيلفيردي
38. لا تيخا
39. تريس أومبويس، بويبلو فكتوريا
40. ثيرو، لا بالوما (الحمامة)
41. كاسابو، باخاس بلانكاس
42. باسو دي لارينا (ممر الرمل)
43. نويبو باريس (باريس الجديدة)
44. كونثياثيون
45. ساجاجو
46. بييدراس بلانكاس (الأحجار البيضاء)
47. كولون ثينترو إي نورإيستي
48. لوثيكا، ميليا (تحوير أسباني لاسم مدينة مليلة المغربية)
49. كولون سوديستي، أباجوبا
50. مانجا، توليدو تشيكو
51. كاساباللي
52. ثيريتو
53. لاس أكاثياس
54. خاردينيس ديل إيبودرومو
55. لاباييخا، 40 سيماناس
56. مانجا
57. بونتا دي ريليس، بيللا إيطاليا
58. بيللا جارثيا، مانجا رورال

## النقل والمواصلات
ينظم النقل والمواصلات والبنى التحتية المتعلقة بهما في مونتفيدو عن طريق «الإدارة الوطنية للنقل» (بالإسبانية Dirección Nacional de Transporte) والتي تسمى اختصاراً DTN، وقد احتفلت هذه الإدارة عام 2007 بمرور مائة عام على إنشائها.

### النقل االجوي
- يخدم الرحلات الدولية والتجارية من وإلى مونتيفيديو مطار كاراسكو (بالإسبانية Aerpuerto de Carrasco) الدولي.
- يخصص مطار ميليا (مليلة) للرحلات الخاصة ورحلات الشارتر الصغيرة.

### النقل البحري
- ميناء مونتفيدو: لنقل البضائع والمسافرين
- عدة موانئ صغرى لأغراض الرياضة والترفيه

### النقل البري
- محطة الحافلات المركزية
- شبكة طرق سريعة تربط مونتفيديو العاصمة بباقي أنحاء البلاد.
- شبكة سكك حديدية تديرها شركة السكك الحديدية الوطنية.